# 中国太阳
《中国太阳》是刘慈欣的一篇短篇科幻小说，2002年1月发表于《科幻世界》杂志。获得2002年中国科幻银河奖，并收录于《2002年度中国最佳科幻小说集》。

## 劇情
水娃出生在中国西北部一个常年干旱的村庄，生活贫苦，没读过书。为改善生活，他开始到矿上工作，并在同村国强的劝说下萌生了去城市的念头，犹豫不决时，国强在矿下出了意外，临死前最后劝水娃一定要到城里去。
到了新城市，水娃干起了擦鞋，住十几人一间的宿舍，在那里他认识了庄宇。庄宇曾是一名大学教授，有固体物理学博士学位，他发明了一种新材料“纳米镜膜”——这种材料在未通电时质地柔软，但通入微弱电流后便会拥有很高的强度与反光性。在申请专利后，他将所有资金都投入相关发明，最后却血本无归，落得这步田地。一天夜里，水娃和庄宇一起看新闻，正报道到“中国太阳”相关内容时，庄宇呆愣了一会，旋即决定前往北京，临行前叫上水娃一起，他们便踏上了夜里前往北京的火车。
来到北京后，两人分道扬镳。分别前，庄宇告诉水娃，以后水娃多看看新闻就会知道他在哪。机缘巧合下，水娃成了一名高空清洁工，并有了在北京买房的梦想。几年后的一天水娃在清理航天大楼的玻璃时，碰巧被楼内的庄宇看见，庄宇盛情邀请水娃到他的办公室里，两人聊起几年来的遭遇。水娃也接触到了“中国太阳”工程——这是一项改造生态的超大型工程，通过将一个面积达3万平方公里的反射镜发射到同步轨道，反射太阳光到地球改变大气环流，在一段时间内改变一块地区的气候从而改善生态。但在交谈的过程中，水娃也暴露了对天文学的一无所知，庄宇决定从零开始，教授水娃天文学，而水娃眼中的宇宙也大变样。
两个月后，水娃又被庄宇叫去。庄宇向水娃解释道，“中国太阳”在太空会受到太阳风的影响，反射率会下降，不用多久“中国太阳”就什么都干不了了，于是庄宇给了水娃一个新工作：飞向太空，擦“中国太阳”。但让一堆文盲清洁工担任这一要职也让项目的其他领导人有异议，庄宇便让他们也体验了一次高空清洁工作并说服了他们，同时也披露了他挑选水娃这样的文盲的原因：将太空镜面清洁工的文化程度标准压到最低，这样的先例一开，精英阶层的工作被压低到普通阶层，将省下大量资金。
水娃与其他几十位高空清洁工接受了训练并前往“中国太阳”开始工作，媒体为他们起名“镜面农夫”，作为第一批太空产业工人，引起了全世界的轰动。几年后，水娃成家立业，经常在地面与太空间往返，平静地生活，直到遇到斯蒂芬·霍金。霍金前往太空是因为第一所太空疗养院的建成，他成为了第一位疗养者。霍金常在“中国太阳”表面散步，而太空行走经验最丰富的水娃陪同。两人从童年聊到科学，水娃的思想也悄然变化着。
20年过去了，随着技术进步，“中国太阳”退休了。在退休典礼上，水娃感叹这块大镜子——也是陪了他20年的第二故乡，就要消失了。但庄宇说它不会消失，而是借助光压成为一颗太阳的卫星，许多年后，人们会乘坐行星际飞船找到它，将它变成一个博物馆。但水娃却开始质疑“未来人类真会有太空飞船吗？”，并解释道：经济准则正在使地球越来越好，而太空探索是赔钱买卖，是经济犯罪。并提出了一个震惊世界的大胆想法：在“中国太阳”上安装一套生命低温冬眠系统和一套小规模的生态循环系统，将有人驾驶“中国太阳”，以光压为动力，飞出太阳系，进行恒星际探索，永不返航。“飞出太阳系的中国太阳，将会使享乐中的人类重新仰望星空，唤回他们的宇宙远航之梦，重新燃起他们进行恒星际探险的愿望。”
最后，水娃与十几名志愿者踏上了飞向群星的旅途，谁也不知道他们会看到怎样的景象，有怎样的奇遇；而人类也将重新踏上探索星空的旅途。